# 1997-es konföderációs kupa (döntő)
Az 1997-es konföderációs kupa döntőjét 1997. december 21-én játszották a rijádi Fahd király Stadionban. A két résztvevő Brazília és Ausztrália volt. A mérkőzést a dél-amerikai csapat fölényesen, 6–0-ra nyerte meg Ronaldo és Romário 3–3 góljával.

## A mérkőzés
| 1997. december 21. 21:00 |

| Brazília                                           | 6–0               | Ausztrália |
| -------------------------------------------------- | ----------------- | ---------- |
| Ronaldo 15' 27' 59' (11-esből) Romário 38' 53' 75' | (3–0) Jegyzőkönyv |            |

| Fahd király Stadion, Rijád Nézőszám: 65 000 Játékvezető: Phirom Anpraszöt (thaiföldi) |

| BRAZÍLIA:            |    |                          |     |
|                      |    |                          |     |
| GK                   | 1  | Dida                     |     |
| DF                   | 2  | Cafu                     |     |
| DF                   | 3  | Aldair                   |     |
| DF                   | 4  | Junior Baiano            |     |
| DF                   | 6  | Roberto Carlos           |     |
| MF                   | 5  | Dunga                    |     |
| MF                   | 16 | Cesar Sampaio            |     |
| MF                   | 18 | Denilson                 |     |
| MF                   | 19 | Juninho Paulista         |     |
| FW                   | 9  | Ronaldo                  | 72' |
| FW                   | 11 | Romário                  |     |
| Cserék:              |    |                          |     |
| GK                   | 12 | Rogério Ceni             |     |
| DF                   | 13 | Zé Maria                 |     |
| DF                   | 14 | Gonçalves                |     |
| DF                   | 15 | Zé Roberto               |     |
| DF                   | 22 | Ricardo Soares Florêncio |     |
| MF                   | 8  | Flávio Conceição         |     |
| MF                   | 10 | Leonardo Araújo          |     |
| MF                   | 17 | Doriva                   |     |
| MF                   | 21 | Rodrigo Fabri            |     |
| FW                   | 7  | Bebeto                   |     |
| FW                   | 20 | Rivaldo                  |     |
| Szövetségi kapitány: |    |                          |     |
| Mario Zagallo        |    |                          |     |

| AUSZTRÁLIA:          |    |                 |     |     |
|                      |    |                 |     |     |
| GK                   | 1  | Mark Bosnich    |     |     |
| DF                   | 2  | Steve Horvat    |     | 55' |
| DF                   | 4  | Milan Ivanovic  |     |     |
| DF                   | 5  | Alex Tobin      |     |     |
| DF                   | 14 | Tony Vidmar     |     | 31' |
| MF                   | 3  | Stan Lazaridis  |     |     |
| MF                   | 6  | Ned Zelić       |     |     |
| MF                   | 8  | Craig Foster    |     |     |
| MF                   | 10 | Aurelio Vidmar  |     | 31' |
| FW                   | 9  | Mark Viduka     | 24′ |     |
| FW                   | 11 | Harry Kewell    |     |     |
| Cserék:              |    |                 |     |     |
| GK                   | 20 | Željko Kalac    |     |     |
| DF                   | 12 | Matthew Bingley |     | 55' |
| DF                   | 13 | Robbie Hooker   |     |     |
| DF                   | 21 | Kevin Muscat    |     | 31' |
| MF                   | 7  | Robbie Slater   |     |     |
| MF                   | 15 | Josip Skoko     |     |     |
| MF                   | 19 | Ernie Tapai     |     |     |
| FW                   | 16 | Paul Trimboli   |     |     |
| FW                   | 17 | Damian Mori     |     |     |
| FW                   | 18 | John Aloisi     |     | 31' |
| Szövetségi kapitány: |    |                 |     |     |
| Terry Venables       |    |                 |     |     |

| Asszisztensek: Mohammed al-Múszavi Jacques Poudevigne |

| Az 1997-es konföderációs kupa győztese |
| -------------------------------------- |
| BRAZÍLIA 1. cím                        |